# Onorificenze della Bosnia ed Erzegovina
Elenco delle onorificenze e degli ordini di merito e cavallereschi distribuiti dalla Bosnia ed Erzegovina.

## Ordini cavallereschi
| Nastro | Onorificenza                                         |
| ------ | ---------------------------------------------------- |
|        | Ordine della libertà                                 |
|        | Ordine della pace                                    |
|        | Ordine della Bosnia ed Erzegovina                    |
|        | Ordine dello stemma d'oro della Bosnia ed Erzegovina |
|        | Ordine del giglio d'oro (abolito nel 2003)           |
|        | Eroe della guerra di liberazione (abolito nel 2003)  |
|        | Ordine al merito militare (abolito nel 2003)         |
|        | Ordine di Kulin Ban (abolito nel 2003)               |
|        | Ordine del dragone di Bosnia (abolito nel 2003)      |
|        | Ordine dello stemma della Bosnia (abolito nel 2003)  |

## Medaglie militari e di benemerenza
| Nastro | Onorificenza                      |
| ------ | --------------------------------- |
|        | Medaglia della repubblica         |
|        | Medaglia della vittoria           |
|        | Medaglia al coraggio              |
|        | Medaglia al lavoro e all'impresa  |
|        | Medaglia al merito militare       |
|        | Medaglia al combattente esemplare |
|        | Medaglia al merito                |